# Moltke-Klasse
Die Moltke-Klasse war eine Klasse von zwei Großen Kreuzern der deutschen Kaiserlichen Marine, benannt nach preußischen Generälen.

## Geschichte

### Entwurf und Bau
Gegenüber der vorhergehenden Von der Tann gab es einige moderne neue Konstruktionsmerkmale. Bewaffnung, Panzerung und Geschwindigkeit wurden erhöht, was die Verdrängung ebenfalls vergrößerte. Die Hauptartillerie wurde in 5 Doppeltürmen installiert – ein Turm auf dem Vorderdeck, zwei Türme achtern, und zwei Türme in versetzter Seitenaufstellung. Bei den beiden Achtertürmen wurde erstmals im deutschen Kriegsschiffbau ein überhöhter Turm eingesetzt, d. h. der vordere, überhöhte Turm konnte über den hinteren Turm hinausschießen. Die Anzahl der Kessel wurde um 6 auf nunmehr 24 erhöht, um eine Konstruktionsgeschwindigkeit von 25,5 Knoten zu erreichen. Der maximale Dampfdruck betrug 16 atü, wobei die Maschinenanlage erheblich überlastbar war. Konstruktive Verbesserungen in diesem Bereich gab es erst wieder in den 1920er Jahren, so dass Leistungssteigerungen ausschließlich über eine erhöhte Anzahl realisiert werden konnten.
Die beiden Schiffe wurden von 1909 bis 1911 bei Blohm & Voss in Hamburg gebaut.

### SMSMoltke
Die Moltke wurde am 30. September 1911 in Dienst gestellt und gehörte dann zur I. Aufklärungsgruppe.

#### Erster Weltkrieg
Am 24. Januar 1915 nahm sie an dem Gefecht auf der Doggerbank teil. Am 19. August 1915 wurde die Moltke vom britischen U-Boot E 1 in der Ostsee torpediert.
Nach Wiederherstellung war die Moltke am 31. Mai 1916 als viertes Schiff der 1. Aufklärungsgruppe unter Vizeadmiral Franz von Hipper an der Seeschlacht am Skagerrak beteiligt.
Am 23. April 1918 wurde die Moltke bei dem Versuch, einen britischen Konvoi in der Nordsee nahe Norwegen anzugreifen, schwer beschädigt. Sie musste von der Oldenburg nach Wilhelmshaven zurück geschleppt werden. Auf dem Rückweg wurde die Moltke auch noch vom britischen U-Boot E 42 torpediert, erreichte aber mit 2.100 t Wasser im Schiff den Hafen. Bis August lag die Moltke in der Werft.

#### Verbleib
Nach dem Krieg wurde sie in Scapa Flow interniert und am 21. Juni 1919 mit der restlichen Hochseeflotte selbst versenkt, als sich herausstellte, dass die Siegermächte die beschlagnahmten Schiffe nicht wieder herausgeben würden. Das Wrack wurde 1927 gehoben und 1929 in Rosyth verschrottet.

### SMSGoeben
Die Goeben lief am 28. März 1911 vom Stapel und wurde 1912 der Mittelmeerdivision unter Wilhelm Souchon zugeteilt.

#### Erster Weltkrieg
Am 28. Oktober 1914 führte Souchon sein Geschwader in das Schwarze Meer und beschoss am nächsten Tag den Hafen von Sewastopol und danach den Hafen von Odessa, wobei der russische Minensucher Prut versenkt wurde. Daraufhin erklärte Russland am 2. November 1914 der Türkei den Krieg. 
In den darauf folgenden vier Jahren operierte die Goeben hauptsächlich im Schwarzen Meer gegen die russische Flotte und ihre Häfen. Ab August 1914 fuhr der Kreuzer unter osmanischer Flagge, erhielt den Namen Yavuz Sultan Selim (später kurz Yavuz).
Am 20. Januar 1918 unternahmen Goeben mit der osmanischen Flotte einen Ausfall aus den Dardanellen und trafen dabei auf britische Einheiten in der Nähe der Insel Imbros. Die Monitore M28 und Raglan wurden versenkt, aber die osmanische Flottille geriet in ein Minenfeld. Die Goeben konnte trotz dreier Minentreffer in die Dardanellen zurückkehren und dort auf Grund gesetzt werden. Dort überstand sie mehrere englische Versuche, sie zu bombardieren, und wurde am 26. Januar 1918 nach Konstantinopel gebracht.

#### Verbleib
Bedingt durch die Kriegsschäden blieb das Schiff fahruntüchtig und verwendungslos bis 1926 im Hafen liegen, wurde aber von der Türkischen Marine übernommen. Dann wurde es von der Werft Penhoet aus St. Nazaire bis 1930 in Istanbul generalüberholt. Danach wurde es als Yawuz Selim wieder in Dienst gestellt. Im Jahr 1936 wurde der Name zu Yavuz verkürzt und ab 1948 wurde die ehemalige Goeben nur noch stationär als Traditionsschiff eingesetzt.
Das Schiff wurde 1963 zum Verkauf ausgeschrieben, 1971 verkauft, am 7. Juni 1973 endgültig ausgemustert und bis Februar 1976 abgewrackt.

## Bilder

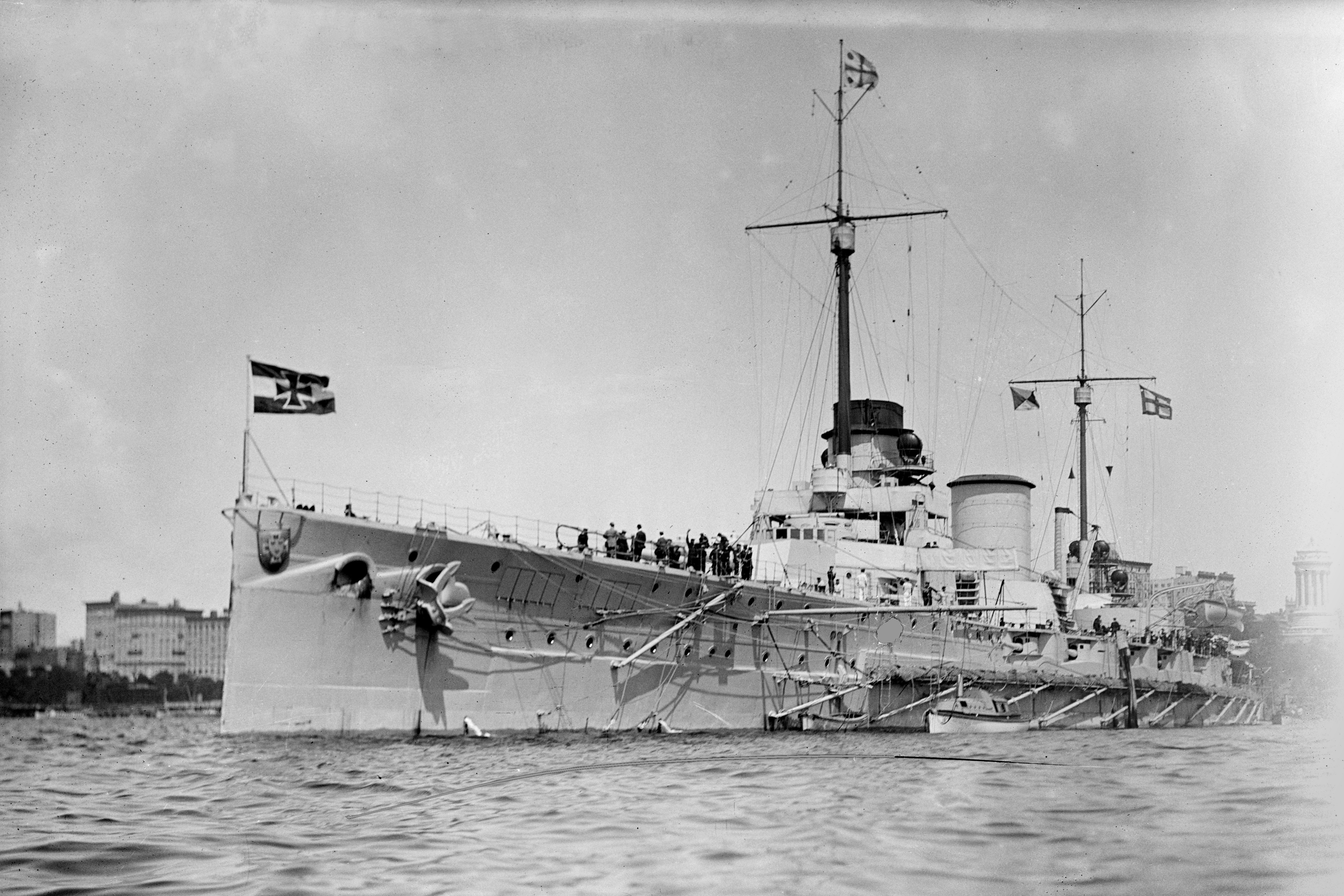
Die Moltke bei einem Besuch in New York im Jahre 1912
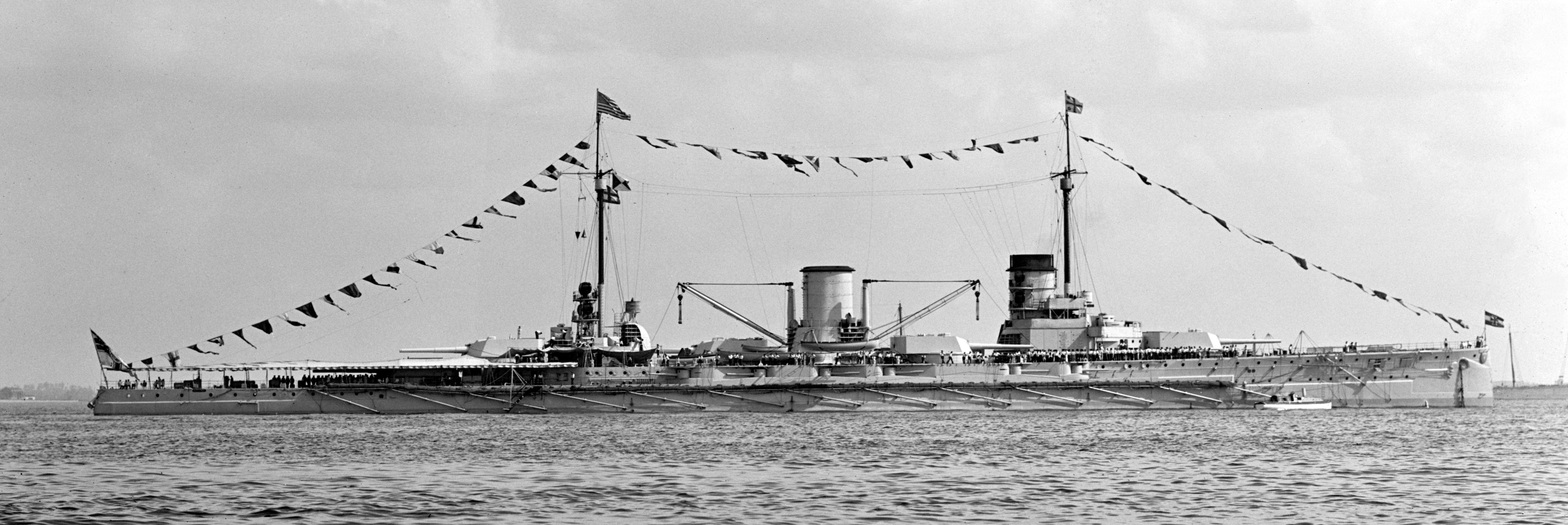
Die Moltke ebenfalls beim USA-Besuch 1912
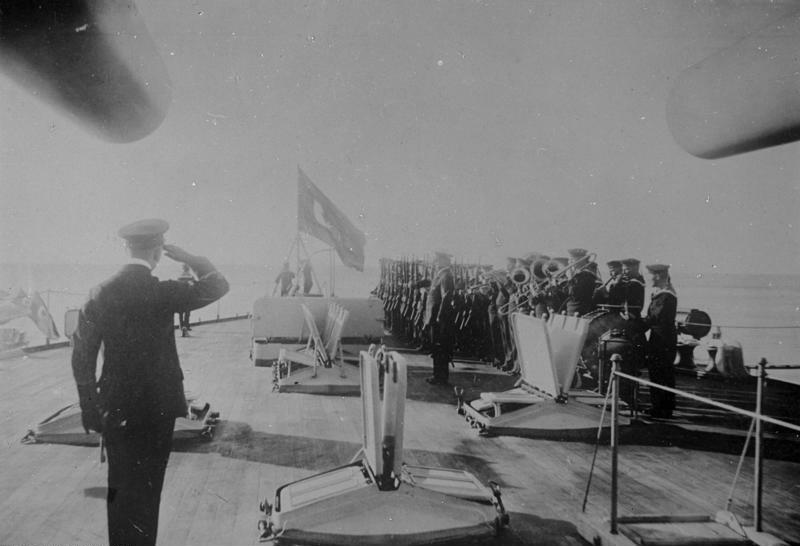
Kreuzer Goeben unter türkischer Flagge
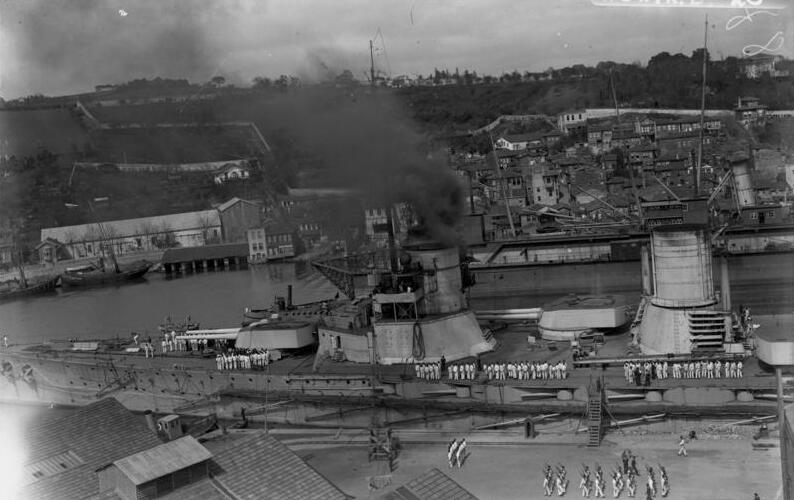
Kreuzer Goeben in Stenia, an der europäischen Seite des Bosporus